# Eugenio Barba
Eugenio Barba (Brindisi, 29 ottobre 1936) è un regista teatrale italiano.
Noto come allievo e amico di Jerzy Grotowski, fondatore e direttore dell'Odin Teatret, è ritenuto da alcuni l'ultimo maestro teatrale occidentale vivente. Barba ha modificato il concetto di lavoro dell'attore avviato dal regista polacco, attraverso una pratica teatrale che porta l'attore a contatto con la propria ricerca interiore. È vincitore del prestigioso Premio Sonning, riconoscimento tributato, tra gli altri, a Winston Churchill, Leonard Bernstein, Albert Schweitzer, Bertrand Russell, Niels Bohr, Alvar Aalto e Karl Popper. Dal 2020 è presidente della "Fondazione Barba Varley", istituita insieme all'attrice Julia Varley per "propugnare attivamente l’impegno per le cause e i valori che hanno motivato la nostra vita nell’Odin Teatret" .

## Biografia
È nato a Brindisi nel 1936 da genitori originari di Gallipoli, città della provincia di Lecce dove crebbe e frequentò le scuole.  Benché borghese, la famiglia mutò drasticamente la propria situazione socio-economica quando il padre, un ufficiale militare, fu ferito durante la seconda guerra mondiale e di lì a poco morì.
Intenzionato originariamente a intraprendere il medesimo percorso lavorativo del padre, si iscrisse, dopo aver completato gli studi superiori, alla Scuola militare Nunziatella di Napoli nel 1954, ma ben presto decise di abbandonare il proposito di una carriera militare per dedicarsi ad altro. Nello stesso anno si trasferì in Norvegia, dove trovò lavoro come saldatore e marinaio, in modo da potersi finanziare gli studi presso l'Università di Oslo, dove conseguì la laurea in lingua francese, in letteratura norvegese e storia delle religioni.
Avvicinatosi al teatro già nel corso del soggiorno norvegese, nel 1961 decise di trasferirsi in Polonia per studiare regia teatrale presso la prestigiosa Scuola teatrale di stato di Varsavia, che lasciò però poco più di un anno dopo per unirsi alla compagnia di Jerzy Grotowski, all'epoca capo dello sperimentale Teatr 13 Rzedow di Opole; Barba trascorse con Grotowski tre anni.
Nel 1963 si recò in viaggio in India, dove ebbe il suo primo incontro con il Kathakali, una forma teatrale sottovalutata in Occidente fino ad allora. Sul Kathakali, Barba scrisse un saggio che fu pubblicato in Italia, Francia, Stati Uniti e Danimarca. Il suo primo saggio, Grotowski alla ricerca del Teatro Perduto, fu pubblicato in Italia e in Ungheria nel 1965.
Quando ritornò a Oslo, nel 1964, era fermamente intenzionato a diventare un regista teatrale professionista ma, poiché straniero, non fu ben accolto nella professione, ritrovandosi relegato dunque ai margini del mondo teatrale del paese scandinavo. Inaugurò dunque un proprio laboratorio teatrale personale. Raccolse un gruppo di giovani che non avevano superato la prova di ammissione alla Scuola teatrale di stato di Oslo e con essi fondò l'Odin Teatret il 1º ottobre 1964. Il gruppo provava in un rifugio all'aria aperta. La prima produzione dell'Odin Teatret, Ornitofilene, dell'autore norvegese Jens Bjørneboe, fu presentata in Norvegia, in Svezia, in Finlandia e in Danimarca. Dopo il successo di critica riscontrato in Danimarca, il gruppo fu invitato dal comune di Holstebro, una piccola città della costa nord-occidentale, a creare un laboratorio teatrale in loco. All'Odin Teatret furono offerti una vecchia fattoria e un'esigua somma di denaro per potersi stabilire nel posto autonomamente. Da allora, Barba e i suoi colleghi hanno ad Holstebro la sede della propria compagnia.
Nel dicembre 2020 istituisce, con l'attrice Julia Varley, la Fondazione Barba Varley, con l'obiettivo di favorire l'emersione e il sostegno della cultura sommersa del teatro: "una tradizione che va al di là di un Primo Teatro centrato sul testo e di un Secondo Teatro dedicato alla sperimentazione" e che "riaffiora nella variegata cultura dei gruppi del Terzo Teatro e di tanti altri teatri che agiscono nelle periferie geografiche, sociali e artistiche" . La Fondazione si avvale della collaborazione di importanti personalità del mondo della cultura e del teatro - a cominciare da Ariane Mnouchkine, presidente del Comitato Scientifico - e organizza diverse attività in Italia e all'estero: spettacoli, laboratori, pubblicazioni, convegni, conferenze (anche online), oltre a borse di studio ed al "Premio Barba Varley", giunto nel 2023 alla terza edizione. 
Tra le forme di collaborazione più importanti, spicca l'istituzione delle cosiddette Sedi itineranti, uno strumento operativo finalizzato a costruire una rete di alleanze e relazioni, per incentivare "attività che devono potenziare la conoscenza della cultura teatrale in tutte le sue modalità operative: biblioteche, seminari teorici e pratici, conferenze, acquisti e presentazione di libri e di altri prodotti editoriali, rassegne di teatro o altre iniziative culturali" . Al mese di settembre del 2024, ne sono state ufficializzate diciotto: in Italia, Associazione Politeama di Como, CETEC di Milano, Teatro Proskenion di Reggio Calabria, KTM di Amelia, Teatro Tascabile di Bergamo, Theatre Degart di Messina, Teatro dell'Applauso di Guidonia, Teatro Potlach di Fara Sabina, QU.EM. quintelemento di Cremona, Officina Teatro LMC di Erice, CompagniAurea di Bisceglie, Theatrikos di Milano; le altre sono presenti in Spagna, Germania, Grecia, Cuba, Colombia e Argentina . 

## Spettacoli e pubblicazioni

Eugenio Barba negli anni ottanta

Negli ultimi quarant'anni del Novecento Eugenio Barba ha diretto sessantacinque produzioni con l'Odin Teatret e il Theatrum Mundi Ensemble. Alcuni degli spettacoli hanno richiesto anche più di due anni di preparazione. Tra i titoli più noti ci sono Ferai (1969), Min Fars Hus (La Casa di Mio Padre o La Casa del Padre) (1972), Le Ceneri di Brecht (1980), Il Gospel Secondo Oxyrhincus (1985), Talabot (1988), Itsi Bitsi (1991), Kaosmos (1993) e Mythos (1998). Alcune delle produzioni più recenti sono Sale (2002), Grandi Città sotto la Luna (2003), Il Sogno di Andersen (2005), Ur-Hamlet (2006), Don Giovanni all'Inferno (2006) in collaborazione con l'Ensemble Midtvest, La vita cronica (2011), L'albero (2019), Tebe al tempo della febbre gialla (2022), Anastasis (2023) e Compassione. Tre panorami di speranza in primavera (2024). Nell'ottobre 2006 con la partecipazione dell'attrice napoletana Alessia Mattia, in occasione del settantesimo compleanno del regista, l'Odin Teatret ha organizzato una serie di spettacoli e incontri in Puglia, tra Foggia e Lecce, provincia di origine di Barba.
Dal 1974 Eugenio Barba e l'Odin Teatret hanno trovato il modo di essere presenti in un contesto sociale mediante l'idea e la pratica del teatro come "baratto culturale", uno scambio attraverso una performance con la comunità e un luogo non fisico di dialogo e scambio tra diverse realtà. L'idea nasce durante il soggiorno dell'Odin Teatret in alcuni piccolissimi paesi dell'Italia meridionale, e soprattutto del Salento, tra cui Carpignano Salentino, per rispondere alla seguente domanda, posta dallo stesso Barba: "Cos'è un attore quando non ha con sé uno spettacolo?". 
Il 3 novembre 1976, Eugenio Barba insieme ad altri attori dell'Odin Teatret tenne uno spettacolo intitolato "Il Libro delle Danze" presso l'Ospedale Psichiatrico di Volterra. Questo evento fu caratterizzato dal coinvolgimento attivo dei pazienti presenti, oltre che da altri partecipanti. L'iniziativa rappresentò un momento significativo nella storia dell'arte e della psichiatria, evidenziando l'importanza del coinvolgimento delle persone con disturbi mentali nelle pratiche creative e culturali.
Negli ultimi anni l'Odin Teatret modifica per l'ennesima volta la propria impostazione: dopo anni di teatro laboratorio chiusi in una sala studio, e dopo i momenti del "baratto culturale" a Carpignano Salentino (Lecce), il gruppo gira per il mondo con spettacoli, performance-dimostrazioni e laboratori.
Nel 1979 Eugenio Barba ha fondato l'ISTA, la Scuola Internazionale di Antropologia teatrale, per approfondire le pratiche e le pedagogie applicate alla performance, "in una dimensione transculturale (..) derivante da un approccio empirico", con l'obiettivo di comprendere "i principi fondamentali che generano la 'presenza' o la 'vita scenica' del performer" . A essa aderiscono studiosi e artisti di tutti i continenti, in un dialogo attraverso le proprie arti e la propria pratica. L'ISTA è nell'elenco delle istituzioni segnalate da riviste accademiche come The Drama Review, Performance Research, New Theatre Quarterly, Teatro e Storia e Teatrología. 
Tra le pubblicazioni più recenti, tradotte in molte lingue diverse, figurano La Canoa di Carta (Routledge), Teatro: Solitudine, Mestiere, Rivolta (Black Mountain Press), Terra di Ceneri e Diamanti. Il mio apprendistato in Polonia, seguito da 26 lettere di Jerzy Grotowski a Eugenio Barba (Black Mountain Press) e, in collaborazione con Nicola Savarese, L'Arte Segreta dell'Attore e l'edizione riveduta e aggiornata: Un Dizionario di Antropologia Teatrale (Centre for Performance Research/ Routledge), Terzo teatro. Un grido di battaglia, con Nicola Savarese, Franco Ruffini, Julia Varley, a cura di Claudio La Camera. Nel 2021, Barba ha fondato la rivista open-access Journal of Theatre Anthropology. 
Nel 2023 è stato pubblicato un libro di oltre 500 pagine che rappresenta una sorta di compendio e di ricapitolazione della sua vita consacrata al teatro, un'autobiografia che ripercorre i momenti salienti del suo percorso umano ed artistico, ordinando per temi e cronologicamente alcune pagine cruciali dei molti testi editi in precedenza .

## Riconoscimenti
Eugenio Barba è stato insignito di dottorati onorari dalle università di Århus, Ayacucho, Bologna, L'Avana,  Varsavia, Plymouth (Regno Unito) e dell'Accademia delle Arti Performative di Hong Kong, oltre alla "Reconnaissance de Mérite scientifique" dall'Università di Montréal.
A Barba sono stati conferiti anche il Premio dell'Accademia Danese, il Premio della Critica del teatro messicano, il Premio Diego Fabbri, il Premio Internazionale Pirandello, il premio Sonning dell'Università di Copenaghen, il Premio alla carriera del Film Festival Popoli e Religioni, il Thalia Prize, il Premio UBU Franco Quadri 2023